# Gronau (Rödersheim-Gronau)
Gronau (früher Alsheim-Gronau) ist einer von zwei Ortsteilen der Ortsgemeinde Rödersheim-Gronau im Rhein-Pfalz-Kreis in Rheinland-Pfalz.

## Lage
Gronau liegt im östlichen Teil der Ortsgemeinde und ist baulich mit dem Nachbarort Rödersheim zusammengewachsen. Der Stechgraben streift den nördlichen Siedlungsrand.

## Geschichte
Bis zur französischen Revolution gehörte die Gemeinde Alsheim zur Kurpfalz. Von 1798 bis 1814, als die Pfalz Teil der Französischen Republik (bis 1804) und anschließend Teil des Napoleonischen Kaiserreichs war, war Alsheim in den Kanton Mutterstadt eingegliedert. Anschließend wechselte der Ort in das Königreich Bayern. Von 1818 bis 1862 gehörte er dem Landkommissariat Speyer an; aus diesem ging das Bezirksamt Speyer  hervor. Ab 1886 war Alsheim Bestandteil des neu geschaffenen Bezirksamtes Ludwigshafen. 1921 folgte die Umbenennung der Gemeinde in Alsheim-Gronau. Der Name Gronau leitet sich von der Burg Gronau her, die bis 1795 nordöstlich des Ortskerns stand. 1928 hatte Alsheim-Gronau 390 Einwohner, die in 60 Wohngebäuden lebten. Die Katholiken gehörten seinerzeit zur Pfarrei von Rödersheim, die Protestanten zu derjenigen von Meckenheim (Pfalz). Seit 1938 ist der Ort Bestandteil des Landkreises Ludwigshafen, der seit 2004 Rhein-Pfalz-Kreis heißt. Nach dem Zweiten Weltkrieg wurde Alsheim-Gronau innerhalb der französischen Besatzungszone Teil des damals neu gebildeten Landes Rheinland-Pfalz. Im Zuge der ersten rheinland-pfälzischen Verwaltungsreform wurde Alsheim-Gronau am 7. Juni 1969 mit der Nachbargemeinde Rödersheim zur neuen Ortsgemeinde Rödersheim-Gronau zusammengelegt. Damit einhergehend verschwand der Namensbestandteil „Alsheim“, sodass der Ortsteil heute amtlich mit „Gronau“ bezeichnet wird.